# Burg Altena

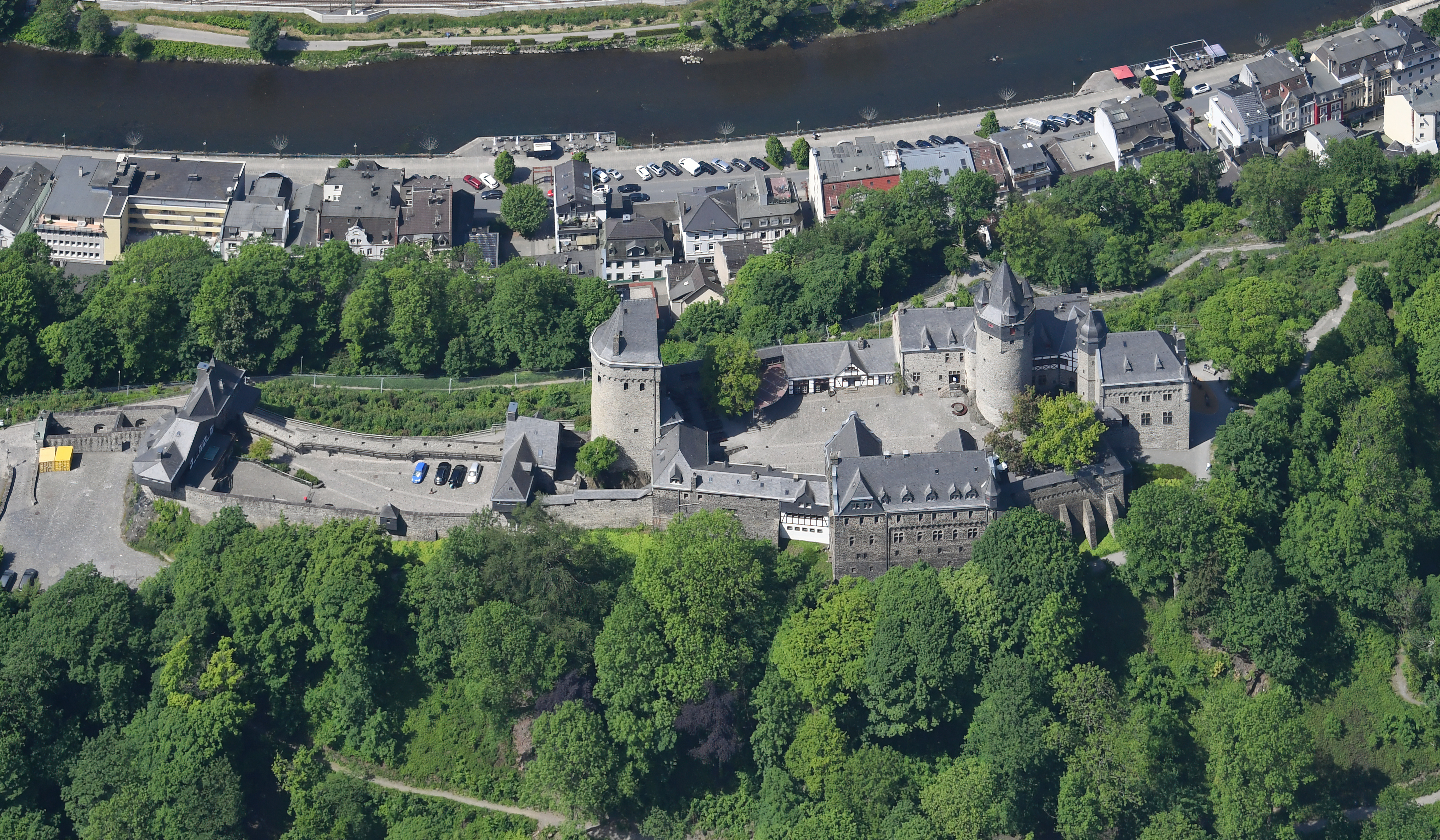
Burg Altena von Osten aus der Luft gesehen

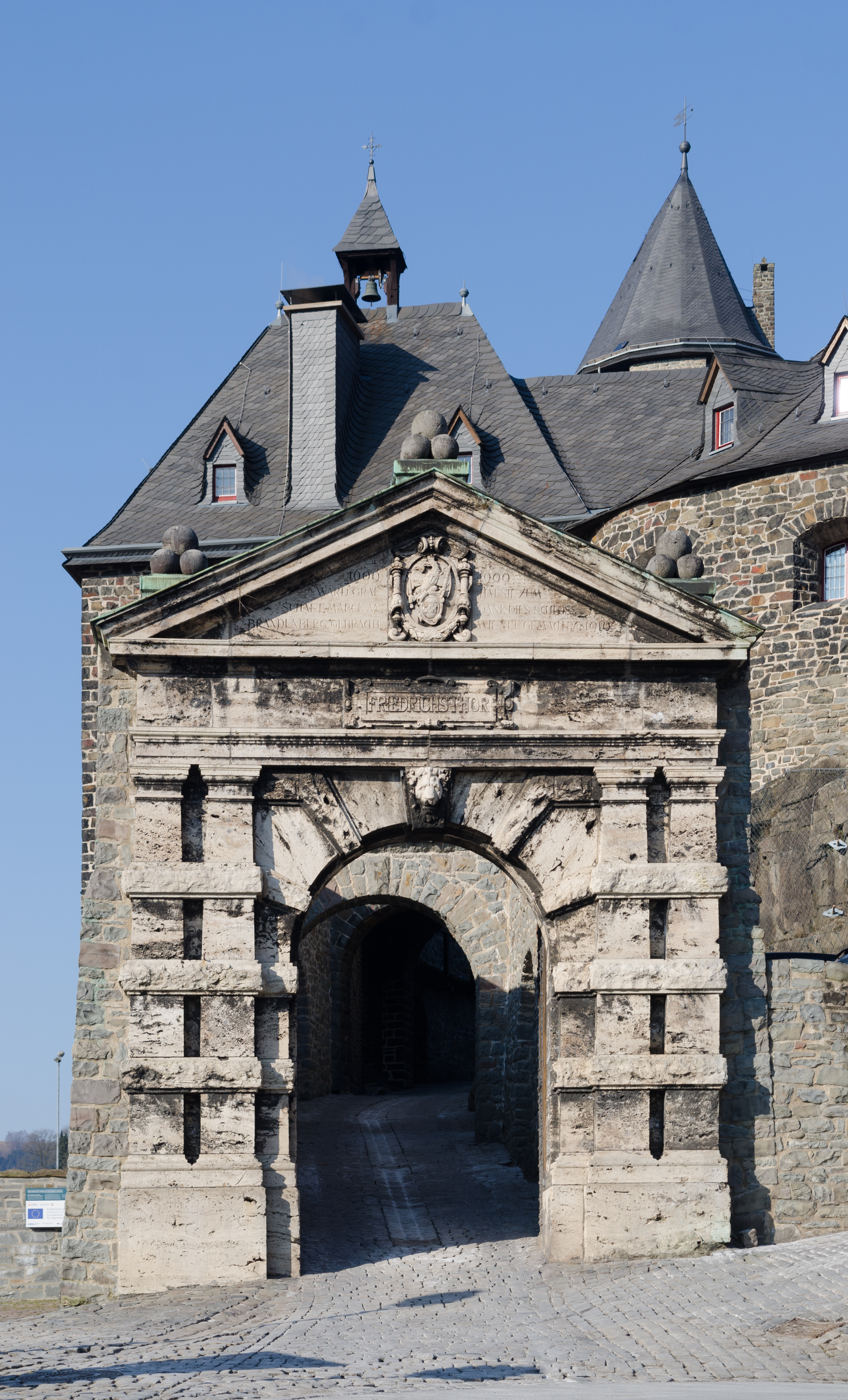
Friedrichsthor, Zugang zur Burg

Die Burg Altena befindet sich auf einem Bergsporn des Klusenbergs in der Stadt Altena an der Lenne im Märkischen Kreis in Nordrhein-Westfalen.
Die Spornburg wurde der Legende nach Anfang des 12. Jahrhunderts von den Grafen von Berg errichtet.

## Geschichte

### Um 1108–1609
Um 1108 sollen die Brüder Adolf und Everhard von Berg für ihre treuen Dienste von Kaiser Heinrich V. ein Stück Land im märkischen Sauerland erhalten haben. Auf dem Berg Wulfseck bauten sie eine Burg, die sie anfangs Wulfeshagen, später Altena nannten. Dies ist eine von mindestens drei Legenden zur Gründung der Grafschaft Altena beziehungsweise zur Entstehung der Burg. Es wird vermutet, dass die Burg erbaut wurde, um das wichtige Eisengewerbe in der Region zu schützen und zu nutzen.
Mit Graf Eberhard I. von Berg-Altena, einem Sohn von Adolf II. von Berg, kann 1161 zum ersten Mal ein Graf von Altena urkundlich nachgewiesen werden. Der Sitz der Grafschaft war die Burg Altena.
Friedrich von Berg-Altena, ein Sohn von Eberhard I., erwarb zu einem ungeklärten Zeitpunkt zwischen 1170 und 1198 die Herrschaft Mark bei Hamm. Sein Sohn, Adolf I., verlegte um das Jahr 1202 seinen dauerhaften Wohnsitz auf die dortige Burg Mark. Die Grafschaft Altena nannte sich infolgedessen Grafschaft Altena-Mark und später nur noch Grafschaft Mark.
Die Stammburg Altena wurde seitdem hauptsächlich nur noch von Drosten, Verwaltern und zeitweise von gräflichen Nebenlinien bewohnt, bis sie schließlich nur noch Amtmannssitz war.
Graf Engelbert III. von der Mark verlieh der kleinen Siedlung am Fuße des Berges am 20. Dezember 1367 die Freiheitsrechte (unter anderem Selbstverwaltungsrecht und Zollfreiheit).
1455 brannte die Burg Altena ab und wurde nur notdürftig wiederaufgebaut.

### 1609–1906

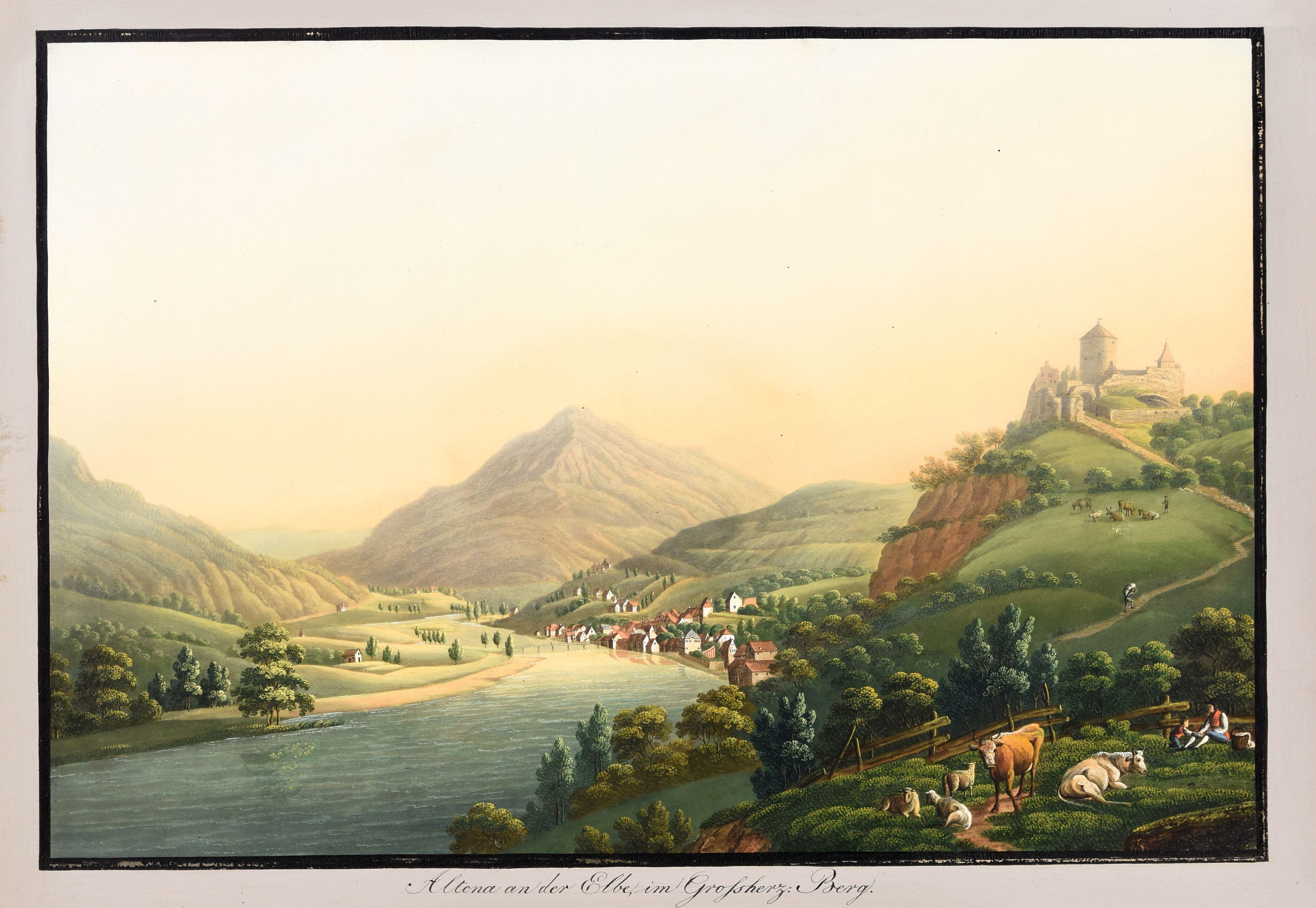
Bleuler, Altena, um 1810.

In Folge des Jülich-Klevischen Erbfolgestreits zog 1609 eine brandenburgische Garnison in die Burg ein.
1670 wurde ein Invalidenhaus auf der Burg eingerichtet. Von 1766 bis 1811 befand sich das Kriminalgericht mit Gefängnis der Grafschaft Mark in Teilen der Burg.
1771 wurde die Burg endgültig entmilitarisiert und die Garnison aufgelöst. Die Stadt Altena kaufte die leerstehenden Teile der Burg und nutzte diese als Armen- und Waisenhaus, welches bis 1840 bestand. Johann Caspar Rumpe, Altenaer Nadelfabrikant und Bürgermeister, bekam 1797 die Erlaubnis, Steine von der Burg zu entfernen und für den Bau seines Hauses zu benutzen. Über die Jahre verfiel die Burg Altena stark. Im Auftrag des preußischen Oberpräsidenten Ludwig Freiherr von Vincke sollte sie 1835 nach den Plänen des Bauinspektors Friedrich August Ritter im romantisch-neugotischen Tudorstil wiederaufgebaut werden. Aufgrund von Zahlungsschwierigkeiten wurde dies jedoch nicht umgesetzt.
1842 schenkte die Stadt Altena ihre Anteile der Burg dem preußischen König Friedrich Wilhelm IV. Dieser wollte sie als Geschichtsdenkmal erhalten und beschloss 1843, dass die Umgebung der Burg in eine Parkanlage für die Öffentlichkeit umgewandelt werden sollte. Der Gartenarchitekt Maximilian Friedrich Weyhe wurde mit dieser Aufgabe betraut, und nach seinem Tod führte sein Sohn Joseph Clemens Weyhe seine Arbeiten fort und beendete sie 1852. Einige Jahre später wurde die Burg dem Johanniterorden überlassen, und dieser richtete 1856 unter Arnold Ludwig von Holtzbrinck in den Gebäuden ein Krankenhaus ein, das bis 1906 bestand.

### 1906–2018
Anlässlich des bevorstehenden 300-jährigen Jubiläum der Zugehörigkeit der Grafschaft Mark zu Brandenburg-Preußen und im Zuge der Burgenrenaissance entwickelte der Landrat des Kreises Altena Fritz Thomée die Idee, die Burg wieder aufbauen zu lassen. Die Bedeutung seines Vorhabens beschreibt er wie folgt: „Es sollte ein Sammelpunkt der Markaner, der heute fehlte, geschaffen werden zu ernstem Tun und heiterer Festfreude. Die Burg soll Heimatliebe wecken und fördern.“ Nach zahlreichen Besprechungen mit diversen Vertretern der märkischen Städte und Gemeinden war der Wiederaufbau schließlich beschlossen. Der Architekturprofessor Georg Frenzen wurde mit der Planung betraut und der Märkische Burgverein wurde unter anderem zur Sammlung von Spendengeldern gegründet. 1907 wurde mit dem Wiederaufbau begonnen, über dessen Art und Weise eine öffentliche Kontroverse ausbrach. Die führenden Kräfte der Gegenpartei in dieser Debatte waren der Kunstmäzen Karl Ernst Osthaus und der Historiker Hermann Ehrenberg. Sie sahen die historische Authentizität der Burg durch Frenzens Pläne, die eine Überformung der mittelalterlichen und frühneuzeitlichen Architektur vorsahen, bedroht und plädierten für eine bloße Erhaltung der Ruine im Sinne der modernen Denkmalpflege. Am 29. August 1907 wurden dem Deutschen Kaiser Wilhelm II. die Pläne zur Wiederherstellung der Burg während einer Audienz in Münster vorgestellt. Der Kaiser äußerte seine Anerkennung für das Vorhaben und bezeichnete es als eine „künstlerisch patriotische Großtat“. Somit wurde die Debatte zu Gunsten Thomées und Frenzens entschieden und der Wiederaufbau der Burg wurde 1914 größtenteils abgeschlossen.
Ebenfalls im Jahr 1914 gründete der Lehrer Richard Schirrmann auf der Burg die erste ständige Jugendherberge der Welt und mit ihr das Deutsche Jugendherbergswerk. Die Originalräume sind heute ein Museum.
Nach der Eröffnung der Burg mit dem von Thomée konzipierten Museum der Grafschaft Mark 1915 entwickelte sich die Burg Altena schnell zu einem beliebten Ausflugsziel im Sauerland.
1943 ging sie in den Besitz des damaligen Kreises Altena über.
Über die Jahre wurden die Museen auf der Burg Altena ständig erweitert und überarbeitet. Im Jahr 2000 wurde die noch heute bestehende Dauerausstellung der Museen in der Burg Altena konzipiert.
Heute ist die Burg Wahrzeichen der Stadt und Hauptanziehungspunkt für Touristen aus aller Welt. Am ersten Augustwochenende findet auf der Burg und in der Stadt jedes Jahr ein großes Mittelalterfest statt. Ein Teil der Burg wird als Restaurant genutzt. Die großflächige Wandmalerei des Kunstmalers Joachim Böhmer im Festsaal orientiert sich an mittelalterlichen Vorlagen aus mehreren Epochen des Rittertums.
2007 wurde die Burg von den Beauftragten der Bundesregierung für Kultur und Medien als Denkmal von nationaler Bedeutung kategorisiert.
Bis Ende April 2014 wurde im Rahmen des Förderprojekts Regionale 2013 ein Aufzug gebaut, dessen Nutzung kostenpflichtig ist. Dieser beginnt am Fuß des Klusenbergs nach einem etwa 95 Meter langen Erlebnisparcours von der Fußgängerzone Lennestraße und führt 60 Meter senkrecht durch den Fels zum Burghof. Der Bau des Burgaufzugs wurde mit 5,7 Millionen Euro veranschlagt, wovon 5,12 Millionen Euro vom Land Nordrhein-Westfalen gefördert wurden. Der Aufzug nahm am 26. April 2014 seinen Betrieb auf. Unterwegs bekommen Besucher in einem Zeittunnel an sechs Stationen Einblick in 900 Jahre Burggeschichte, von Wieland dem Schmied bis zur ersten Jugendherberge der Welt.
Der Märkische Kreis als Eigentümer führt fortdauernd substanzerhaltende Instandhaltungsmaßnahmen durch, so unter anderem an den Burgtoren, die zwischen 2016 und 2018 umfangreich restauriert wurden. Die wiederhergestellten Tore wurden im Dezember 2018 von der LWL-Denkmalpflege, Landschafts- und Baukultur in Westfalen als Denkmal des Monats in Westfalen-Lippe ausgezeichnet.

## Museen
In den Gebäuden der Burg sind viele Ausstellungsräume zu besichtigen. Das Museum der Grafschaft Mark, das Museum Weltjugendherberge, das Märkische Schmiedemuseum und das Deutsche Wandermuseum schlossen sich zu den Museen Burg Altena zusammen.
Der Eintritt für das Museum in der Burg und auch für das nahe gelegene Deutsche Drahtmuseum ist kostenlos.
Für die Unterstützung der Burg engagiert sich die „Gesellschaft der Freunde der Burg Altena“, die zusammen mit dem Landkreis die Zeitschrift Der Märker herausgibt.

## Bildergalerie

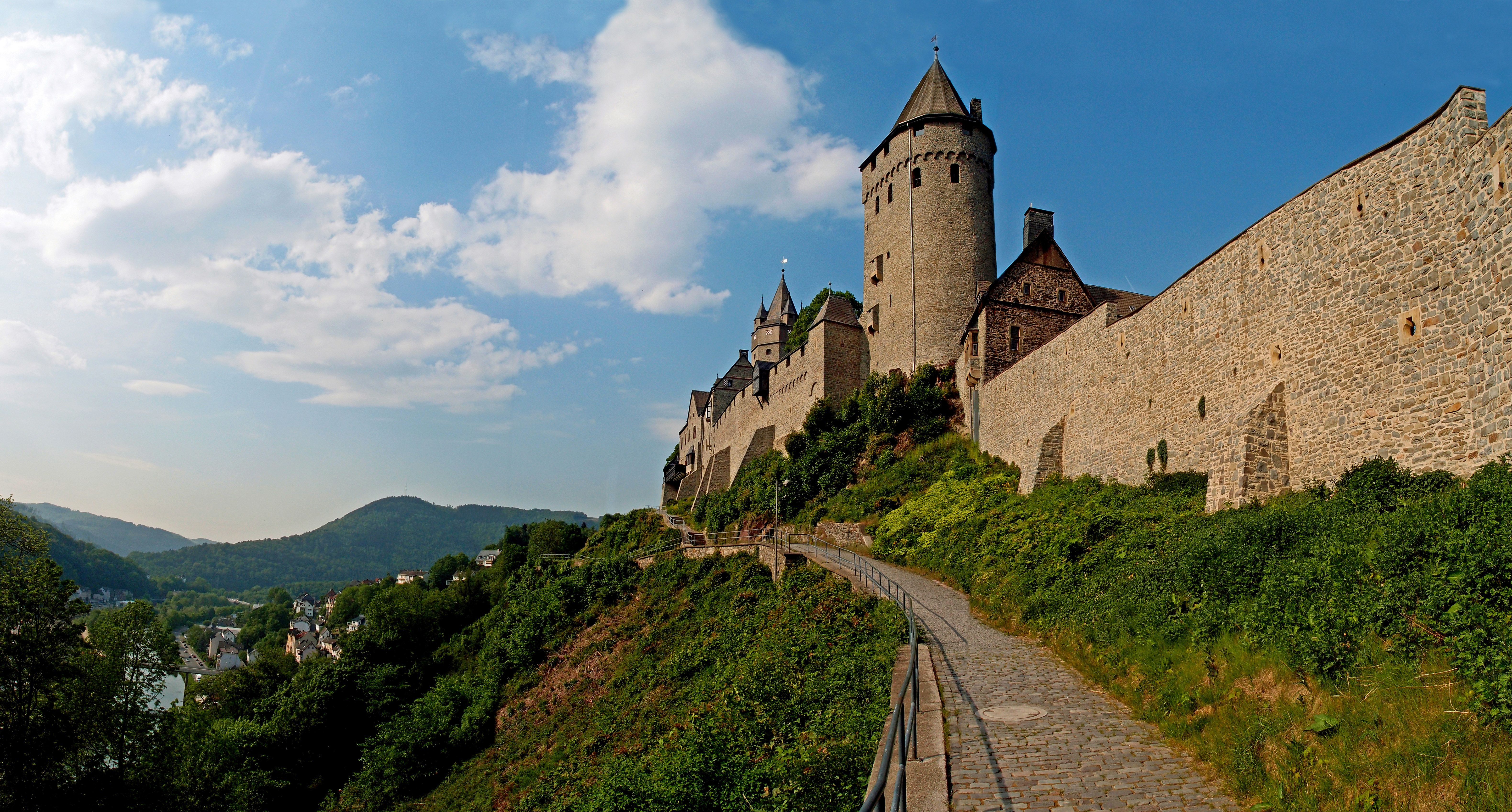
Burg Altena, aufgenommen vom Rundweg
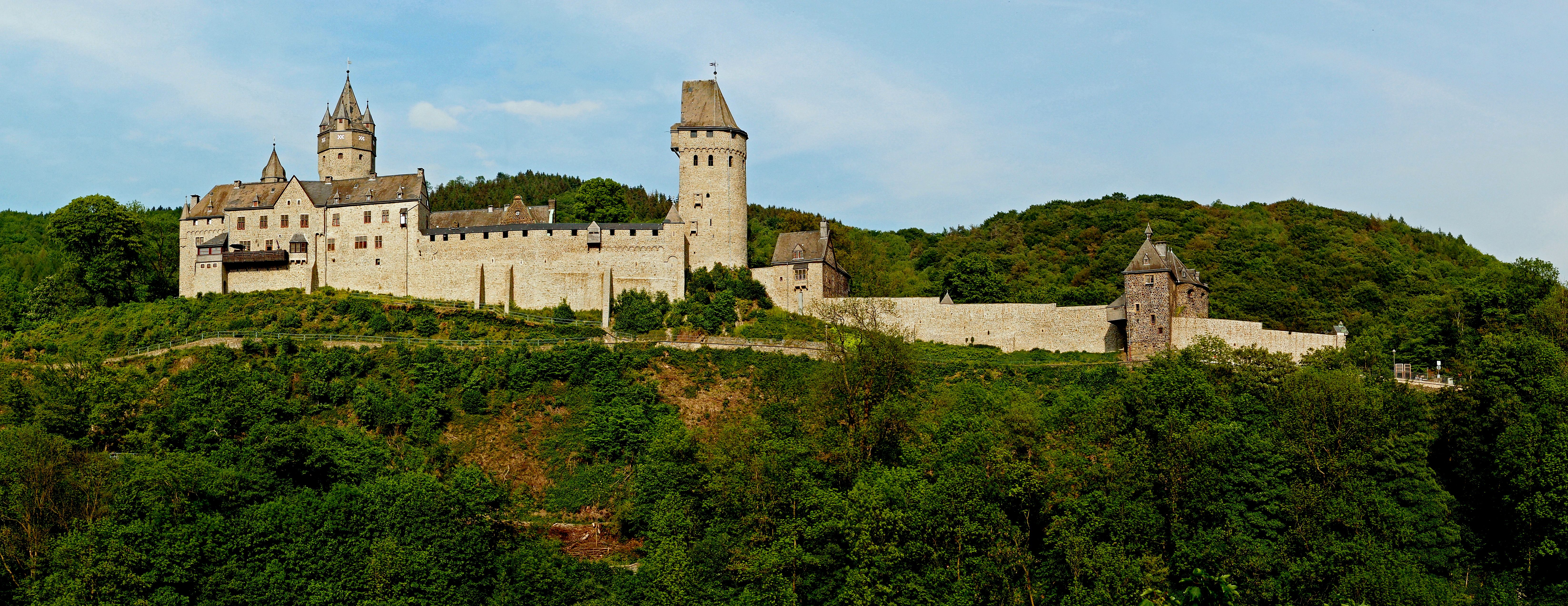
Panorama der Burg Altena
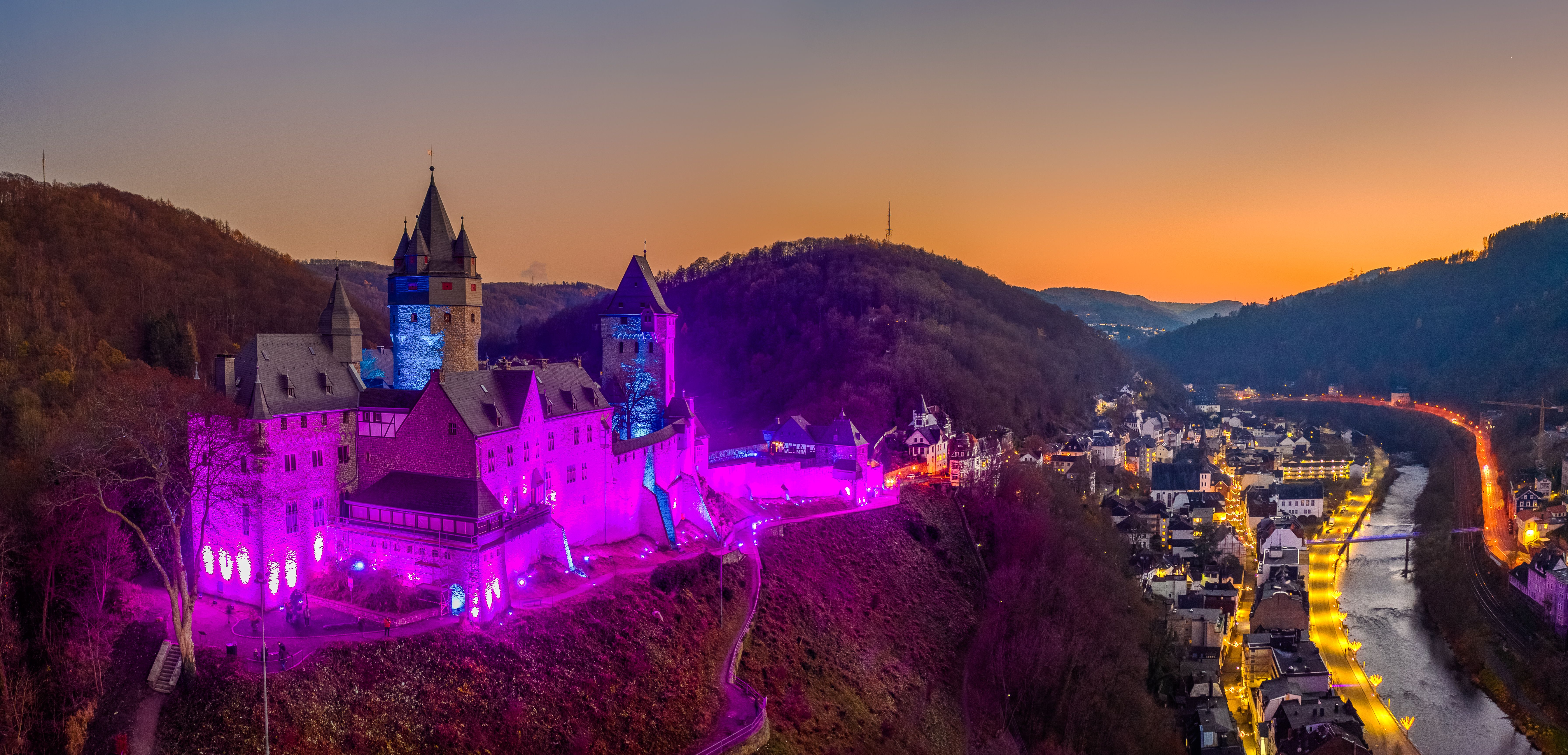
Illuminierte Burg im Rahmen der Aktion „GlanzLicht“
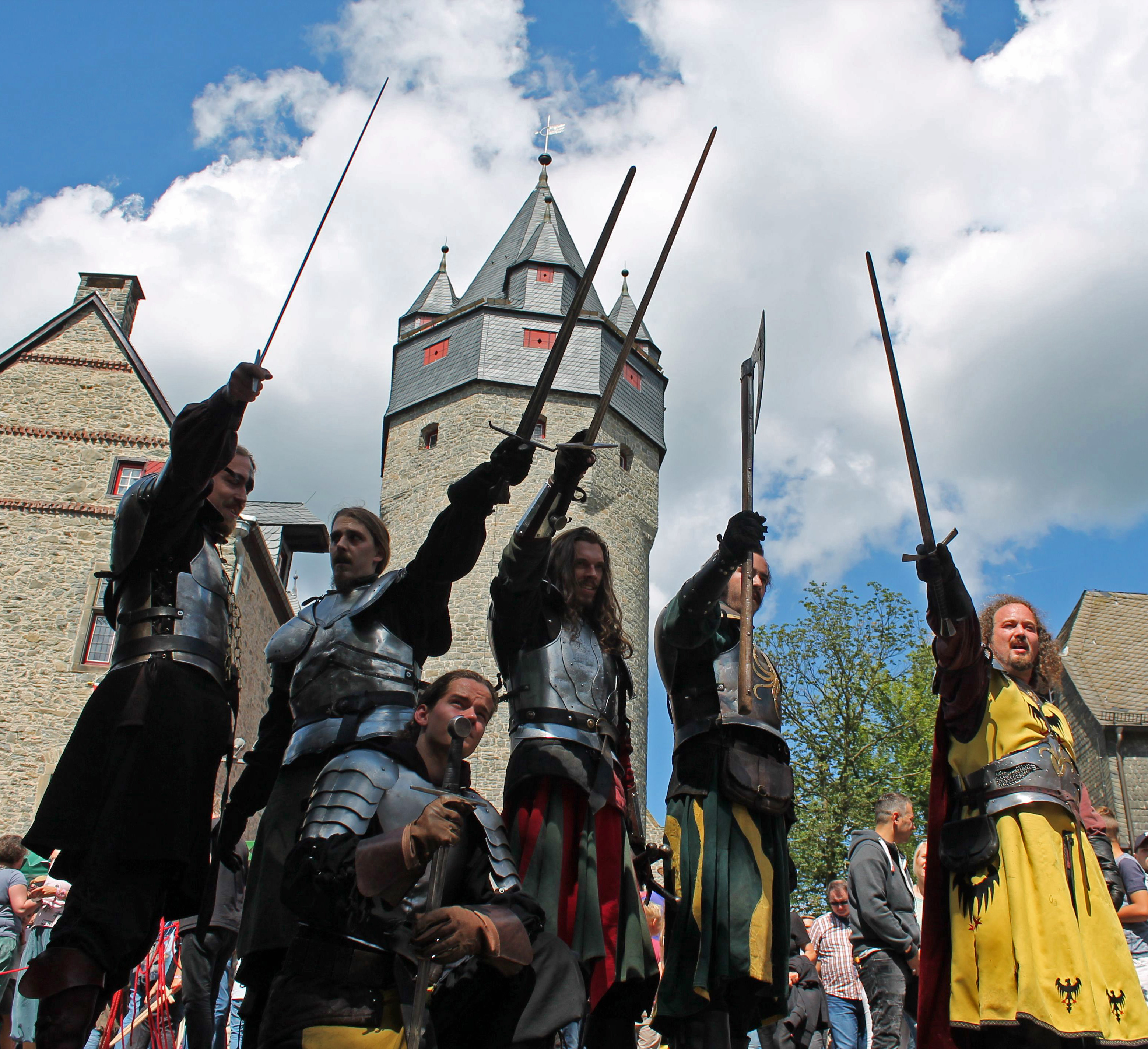
Ritter im Burghof beim Mittelalterfest
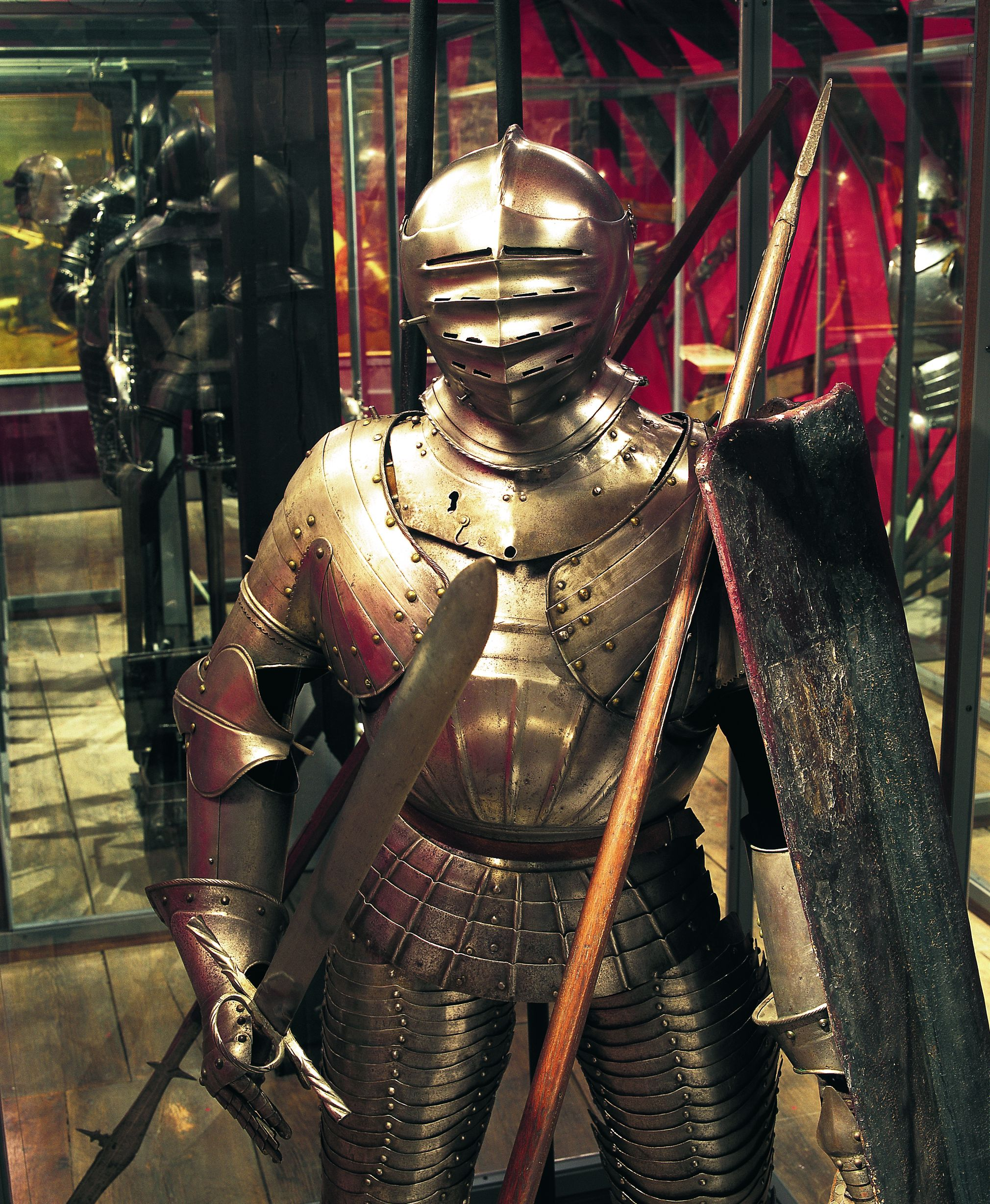
Ritter im Ausstellungsraum „Waffengang und Pulverrauch“
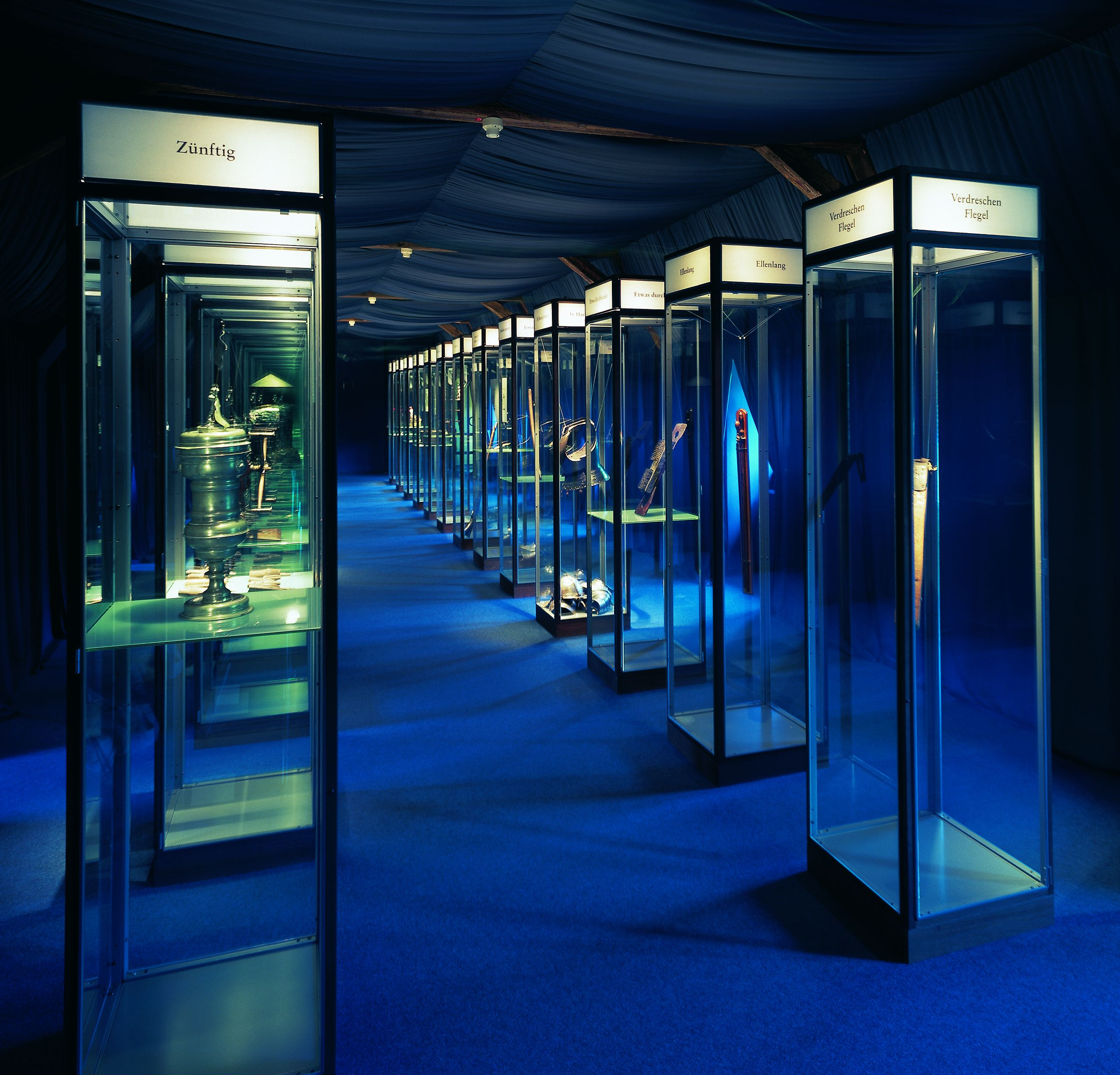
Ausstellungsraum „In aller Munde“
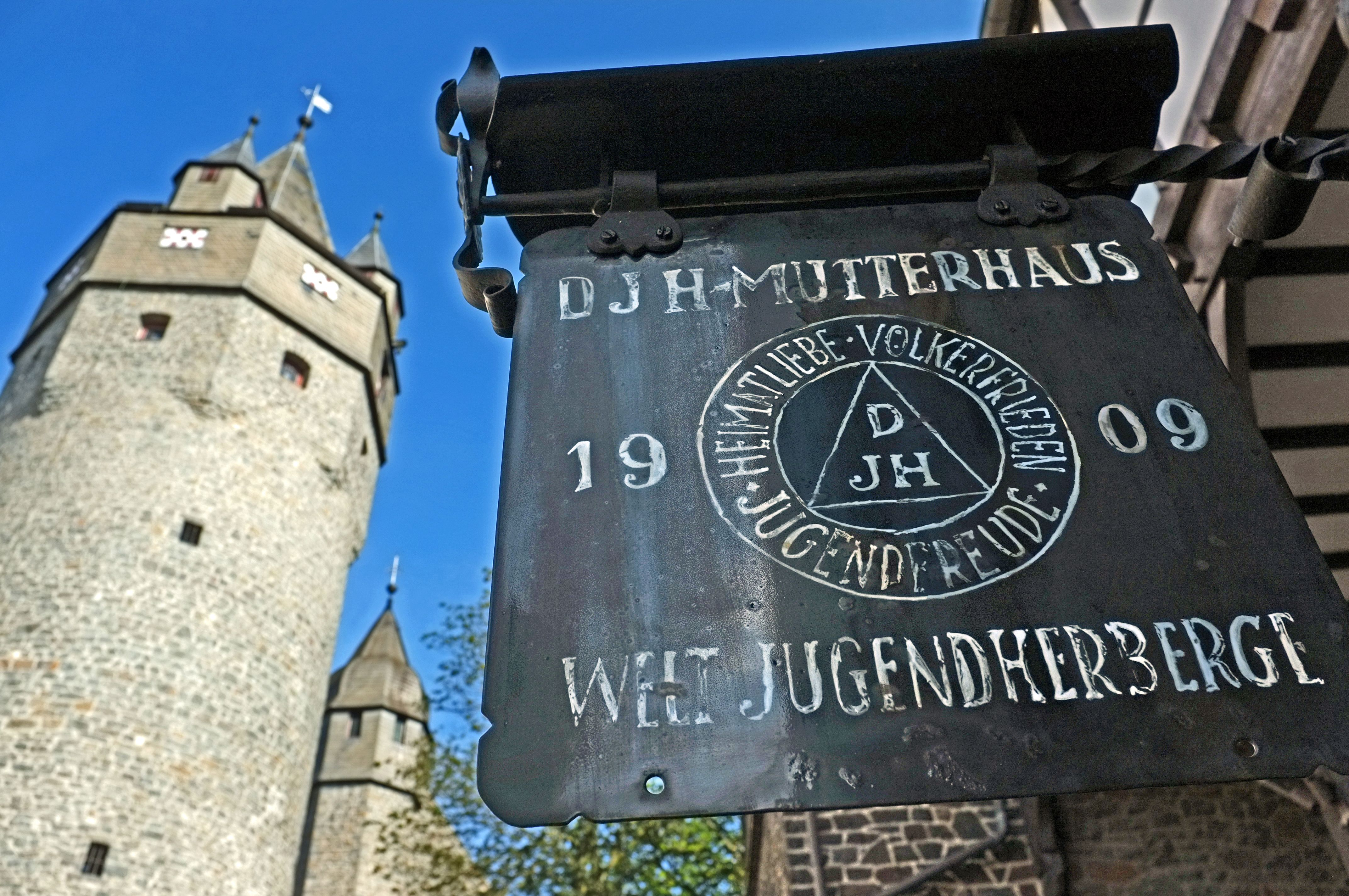
Schild der 1. Jugendherberge auf der Burg
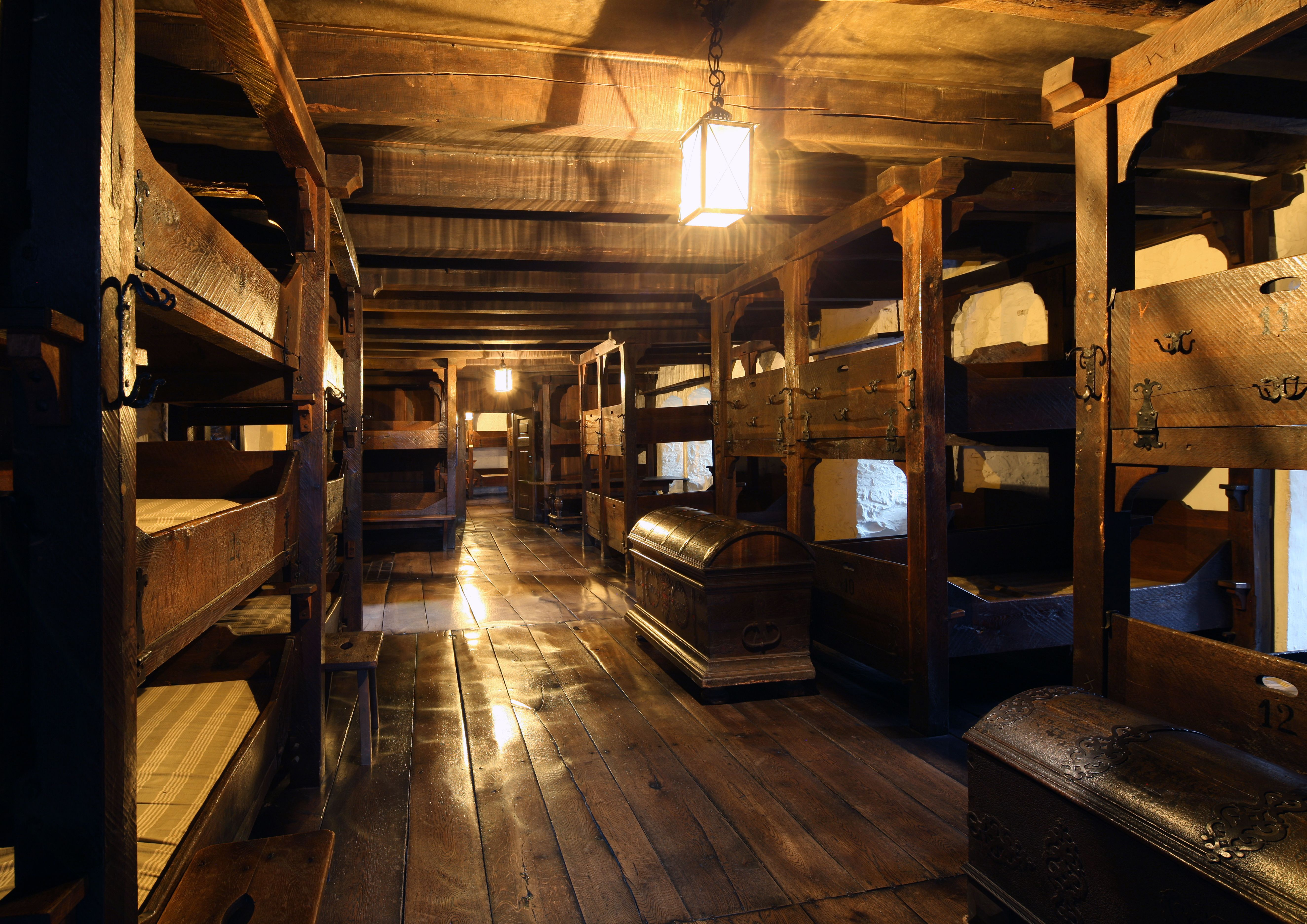
Jungenschlafsaal der alten Jugendherberge
Wandmalerei im Burgrestaurant
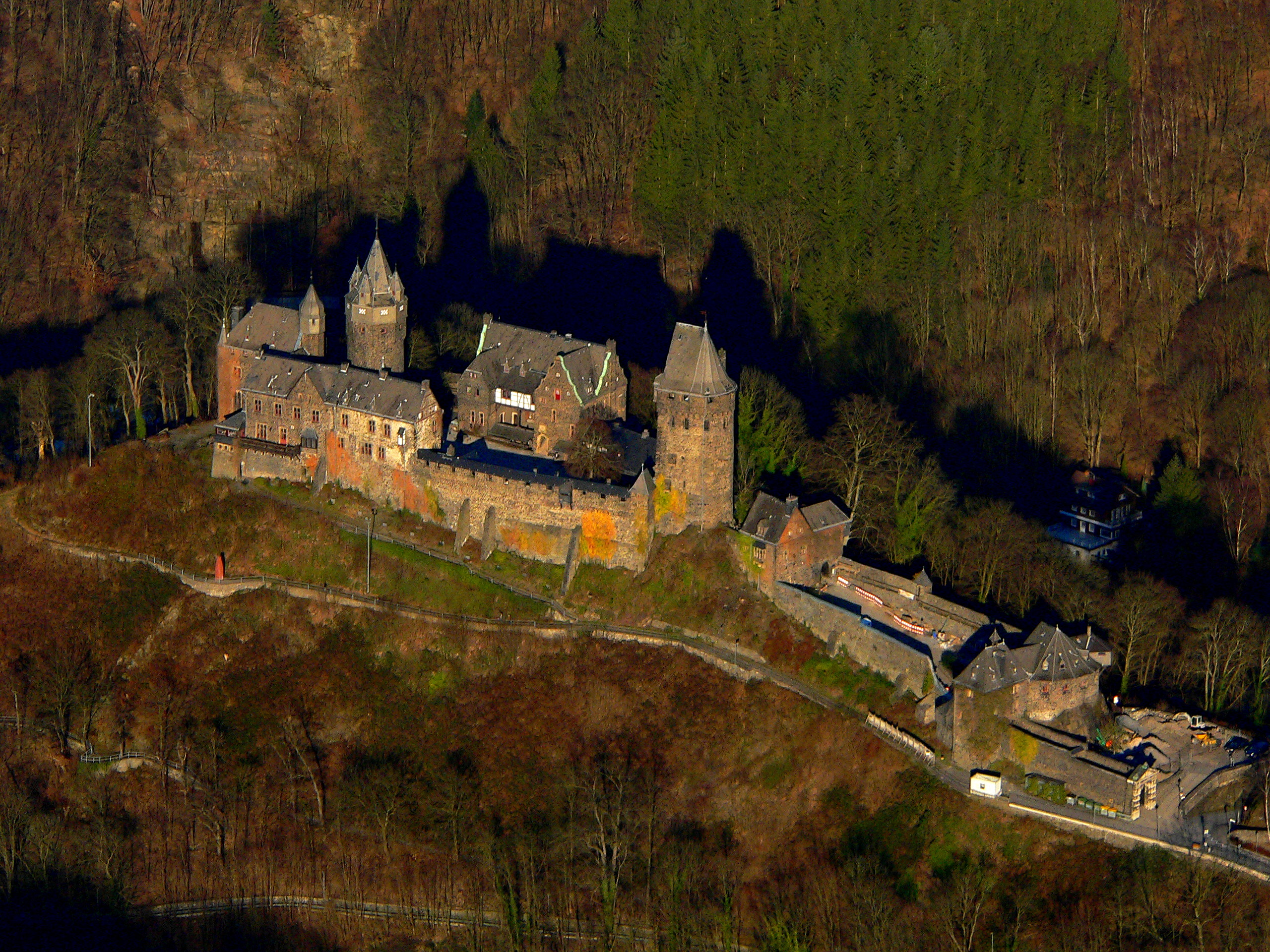
Burg Altena nach Wiederaufbau der Westwand